# Alexandre Roger
Pour les articles homonymes, voir Roger.
Alexandre Roger (c. 1612-1679) est un carme déchaux wallon. Sous le nom de Justus ab Assumptione, il a composé des ouvrages spirituels en latin, qui ont été traduits en français par son confrère Cyprien de la Nativité de la Vierge.

## Biographie

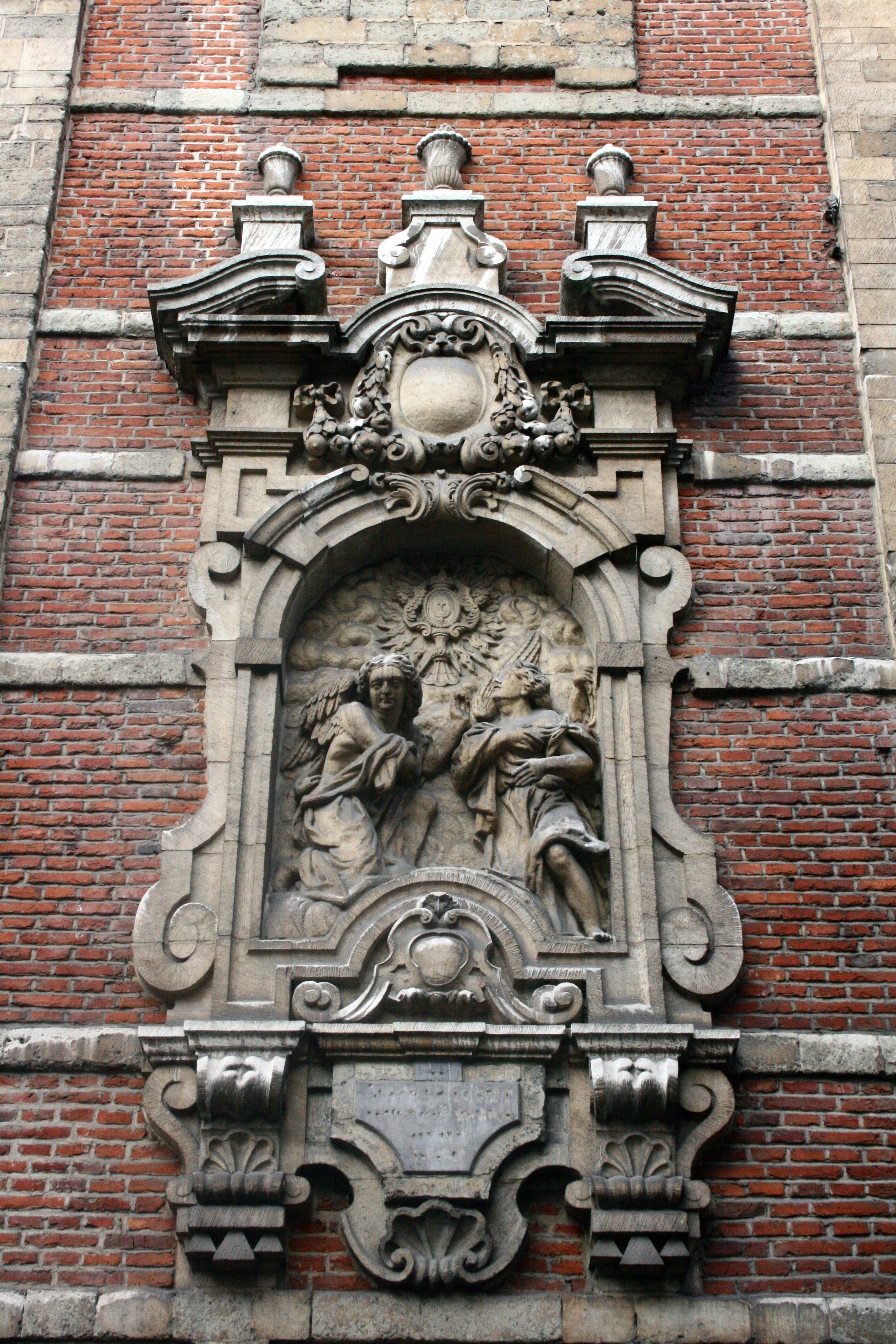
Adoration eucharistique (Bruxelles, Riches Claires, 1680)

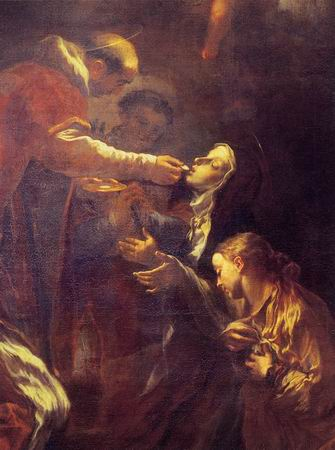
Saint Pierre d'Alcántara donnant la communion à sainte Thérèse d’Avila (par Livio Mehus)

Alexandre Roger est né à Antoing (Belgique) en 1612 ou 1613. Il est entré dans l'ordre des carmes déchaussés de la province gallo-belge en 1631 ou 1632, sous le nom de Juste de l'Assomption. Il a été lecteur en théologie au couvent de Louvain et prieur de la communauté de Tournai, avant de devenir provincial. Il est décédé le 8 octobre 1679.

## Spiritualité
L'œuvre maîtresse de l'auteur est sans nul doute la Manna communicantium : deux volumes de méditations pour se préparer à la communion eucharistique durant toute l'année, chaque méditation se déroulant sur deux pages : d'un côté les paroles du Christ, de l'autre celles du disciple. Comme dans son Tractatus de frequenti confessione et communione, l'auteur s'oppose au jansénisme et entend, par cet ouvrage, favoriser la réception fréquente et efficace de l'eucharistie. À cet effet, il propose des élévations intérieures, de tonalité affective, à partir de scènes tirées de la vie du Christ et des saints. De cette manière, il finit par embrasser, sans grande originalité, l'ensemble de la vie spirituelle, à savoir les sacrements, les vertus chrétiennes et morales, les fins dernières, ainsi qu'en atteste la table thématique établie par Cyprien de la Nativité. C'est en effet ce dernier qui a traduit l'ouvrage en français, sous le titre suivant : Le recueil intérieur pour la sainte communion ou la manne eucharistique, de Juste de l'Assomption, ou Exhortation intérieure pour la sainte communion ou la manne eucharistique (Bruxelles, 1655). Des remaniements ont été effectués avec l'autorisation de l'auteur : par exemple, la traduction ne reproduit pas le sanctoral, qui tient pourtant une place importante dans l'original latin. Des douze méditations qui terminent la pars aestiva (partie estivale) du livre ont été tirés les Spiritualia exercitia. Ceux-ci ont ensuite été adaptés en français par le carme déchaux Pierre de la Mère de Dieu (Abraham Bertuis), sous le titre Le réveil intérieur pour la sainte communion ou La manne eucharistique pour les dix jours de retraite (Lille, Fr. Fievet, 1691).

### Œuvres
- Manna communicantium seu meditationes sccintae et piae per modum colloquii inter Christum et discipulum quibus parvuli ad sacram communionem facile praeparantur (2 volumes : pars hiemalis, pars aestiva; Douai, 1662; Bruxelles, 1674 et 1677; Douai, 1679)
- Tractatus de frequenti confessione et communione adversus neotericos (Douai, 1660; en tête de la Manna : Douai, 1679)
- Spiritualia decem dierum exercitia (sans lieu ni date)

### Études
- A. De Sutter, « Juste de l'Assomption », Dictionnaire de spiritualité ascétique et mystique, Paris, Beauchesne, t. VIII,‎ 1974, p. 1619.
- Eu. De Seyn, « Roger (Alexandre) », Dictionnaire biographique des Sciences, des Lettres et des Arts en Belgique, Bruxelles, Éditions L'Avenir, t. II,‎ 1936, p. 869, col. 1..